# Vice Versa (groupe)
 (mai 2024).
La mise en forme du texte ne suit pas les recommandations de Wikipédia : il faut le « wikifier ».
Les points d'amélioration suivants sont les cas les plus fréquents. Le détail des points à revoir est peut-être précisé sur la page de discussion.
- Les titres sont pré-formatés par le logiciel. Ils ne sont ni en capitales, ni en gras.
- Le texte ne doit pas être écrit en capitales (les noms de famille non plus), ni en gras, ni en italique, ni en « petit »…
- Le gras n'est utilisé que pour surligner le titre de l'article dans l'introduction, une seule fois.
- L'italique est rarement utilisé : mots en langue étrangère, titres d'œuvres, noms de bateaux, etc.
- Les citations ne sont pas en italique mais en corps de texte normal. Elles sont entourées par des guillemets français : « et ».
- Les listes à puces sont à éviter, des paragraphes rédigés étant largement préférés. Les tableaux sont à réserver à la présentation de données structurées (résultats, etc.).
- Les appels de note de bas de page (petits chiffres en exposant, introduits par l'outil «  Source ») sont à placer entre la fin de phrase et le point final[comme ça].
- Les liens internes (vers d'autres articles de Wikipédia) sont à choisir avec parcimonie. Créez des liens vers des articles approfondissant le sujet. Les termes génériques sans rapport avec le sujet sont à éviter, ainsi que les répétitions de liens vers un même terme.
- Les liens externes sont à placer uniquement dans une section « Liens externes », à la fin de l'article. Ces liens sont à choisir avec parcimonie suivant les règles définies. Si un lien sert de source à l'article, son insertion dans le texte est à faire par les notes de bas de page.
- La présentation des références doit suivre les conventions bibliographiques. Il est recommandé d'utiliser les modèles {{Ouvrage}}, {{Chapitre}}, {{Article}}, {{Lien web}} et/ou {{Bibliographie}}. Le mode d'édition visuel peut mettre en forme automatiquement les références.
- Insérer une infobox (cadre d'informations à droite) n'est pas obligatoire pour parachever la mise en page.

Pour une aide détaillée, merci de consulter Aide:Wikification.
Si vous pensez que ces points ont été résolus, vous pouvez retirer ce bandeau et améliorer la mise en forme d'un autre article.
 (juillet 2025).
Vice Versa est un groupe électronique formé à Sheffield, en Angleterre, en 1977. Vice Versa était initialement composé de Stephen Singleton, Mark White, Ian Garth et David Sydenham, dont les deux premiers fonderont plus tard le groupe pop à succès des années 1980, ABC. Le groupe a été actif de 1977 à 1980 avec le line-up susmentionné, et s'est reformé en 2015 sans Garth et Sydenham. Vice Versa est considéré comme l'un des «Big Four» groupes électroniques / synthétiseurs minimalistes de la fin des années 1970 de Sheffield. Ils partagent ce titre avec Cabaret Voltaire, Clock DVA et la Ligue Humaine.

## Histoire
Le groupe a été formé en 1977 par Stephen Singleton, Mark White, Ian Garth et David Sydenham, avec Singleton et Sydenham aux synthétiseurs, Garth à la guitare et au synthétiseur et plus tard White au chant. Leur premier concert a eu lieu au club Doncaster Outlook en première partie de Wire. Leur premier grand concert à Sheffield a eu lieu avec la Human League à la Now Society de l'Université de Sheffield, appelé "Wot, no Drummers", en référence au fait que tous les groupes participants utilisaient des boîtes à rythmes à la place de vraies batteries.
En 1978, ils ont joué en première partie de Human League. À la fin de 1978, White et Singleton fondèrent leur propre label indépendant appelé Neutron Records pour sortir leur musique, car la musique basée sur les synthétiseurs était encore ignorée par les grands labels de musique et l'industrie musicale dans son ensemble à l'époque. Leur première sortie est venue sous la forme de l'EP Music 4 de 1979, qui a été suivi par la sortie d'un ensemble de copies et d'un manifeste.
En 1980, le groupe sort un EP dépliant à six faces intitulé 1980 : The First Fifteen Minutes . Vice Versa, Clock DVA, the Stunt Kites et I'm So Hollow (tous des groupes alors locaux) ont chacun contribué un morceau à l'EP, offrant à chacun des groupes sa première véritable exposition vinyle avant d'obtenir leurs contrats d'enregistrement individuels. L'EP a également été nommé "single de la semaine" par NME, à la grande surprise du groupe.
A cette époque et après que Sydenham ait décidé de quitter le groupe, le groupe a joué de nombreux concerts au Royaume-Uni. Sydenham a finalement été remplacé par Martin Fry, qui écrivait à cette époque pour son fanzine Modern Drugs. Il a interviewé White et Singleton pour le fanzine puis "n'est jamais parti". En 1980, Vice Versa a réalisé deux autres sorties ; l'album sur cassette uniquement 8 Aspects of, suivi de leur seul single, "Stilyagi" (avec "Eyes of Christ" comme face B). Les morceaux ont été extraits de l'album cassette susmentionné et remixés (apparemment à partir de la cassette elle-même au Backstreet/Backlash Studio à Rotterdam ). Ce serait la dernière sortie du groupe dans son incarnation initiale.
Lors d'une tournée aux Pays-Bas, ils ont été invités à jouer dans un studio à Rotterdam, où Fry a commencé à improviser au chant. Tout le monde a été surpris par la qualité de sa voix et a décidé de faire de lui le chanteur principal du groupe. Le groupe a ensuite passé environ un an à écrire de nouvelles chansons et à réfléchir à un nouveau nom et un nouveau concept ; ce progrès étant la transformation Vice Versa vers ABC,.

## Quelque années plus tard
En 2014, le label allemand VOD Records a sorti un coffret nommé Electrogenesis 1978-1980, qui a été compilé par les membres originaux du groupe White et Singleton. Le coffret comprenait 4 LP et un bonus 7 pouces ("Genetic Warfare" de Vice Versa et Adi Newton). L'ensemble comprend également un vaste historique de 48 pages au format LP de Vice Versa et Neutron Records avec de nombreuses photographies inédites, des illustrations originales inédites, un badge en métal émaillé, quatre pochettes intérieures imprimées en couleur et, en l'honneur du lieu qui a donné Vice Pour leurs premières occasions, la boîte comprend également un kit synthétiseur en papier appelé "nowsoc78", qui peut être assemblé avec des ciseaux et de la colle.
Les 4 LP compilés dans le coffret étaient :
- The Vice-Pop – Studio Electrophonique Sessions 1978–1979
- The Anti-Pop Bowood Road Sessions 1978–1980
- 8 Aspects of Vice Versa (April 1980)
- Live in Concert 1979–1980

La création du coffret a conduit à la réforme de Vice Versa en 2014. En décembre 2015, le duo a sorti un single de Noël intitulé "Little Drum Machine Boy", disponible en téléchargement gratuit sur SoundCloud. Ils écrivent et enregistrent actuellement du nouveau matériel.

## Discographie
| Year | Title                         | Product         | Label                   | Catalogue number |
| ---- | ----------------------------- | --------------- | ----------------------- | ---------------- |
| 1979 | Music 4                       | 7-inch EP       | Neutron Records         | NT001            |
| 1979 | Neutron Datapack              | Data            | Neutron Records         | NT002            |
| 1979 | 1980: The First 15 Minutes    | 7-inch EP       | Neutron Records         | NT003            |
| 1980 | 8 Aspects Of                  | CAS album       | Neutron Records         | Neutron cassette |
| 1980 | "Stilyagi" / "Eyes of Christ" | 7-inch          | Backstreet Records (NL) | BBR003           |
| 2014 | Electrogenesis 1978–1980      | 4-LP box set    | VOD Records (GE)        | VOD116           |
| 2015 | "Little Drum Machine Boy"     | Single download | White label             | N/A              |

## Prix
- 2016 – Meilleure réédition de l’année – Magazine Classic Pop